# Aganacris sphex
Aganacris sphex är en insektsart som först beskrevs av Rehn, J.A.G. 1918.  Aganacris sphex ingår i släktet Aganacris och familjen vårtbitare. Inga underarter finns listade i Catalogue of Life.